# John Saul
Pour les articles homonymes, voir Saul.
Œuvres principales
- Suffer the Children (1977)
- Punish the Sinners (1978)

John Saul, né le 25 février 1942 à Pasadena, en Californie (États-Unis), est un écrivain américain.

## Biographie
Bien que né à Pasadena, c'est à Whittier, dans la banlieue sud de Los Angeles, en Californie, qu'il passe son enfance et fait ses études. Il fréquente ensuite divers établissements universitaires, au gré de ses intérêts pour l'anthropologie, le droit et l'art dramatique. Pendant quinze ans, il occupe différents emplois, puis décide ensuite de devenir écrivain.
Avant sa carrière d'auteur de thriller à succès, il publie sous divers pseudonymes une dizaine de livres.
En 1976, l'éditeur Dell Publishing lui demande s'il serait intéressé par l'écriture d'un thriller psychologique. Il en résulte le roman Suffer the Children qui devient un best-seller. Il signe ensuite plusieurs romans d'horreur avant de se tourner vers le thriller policier. En plus de ses romans, il écrit des pièces en un acte.
Ouvertement gay, il vit avec son conjoint qui a collaboré à plusieurs de ses romans.
En 2023, il est récompensé par le prix Bram-Stoker grand maître 2022.

## Œuvre

### SérieBlackstone Chronicles
- An Eye for an Eye: The Doll (1996) Publié en français sous le titre La Poupée, Paris, J'ai lu no 4704, 1998
- Twist of Fate: The Locket (1997) Publié en français sous le titre Le Médaillon, Paris, J'ai lu no 4705, 1998
- Ashes to Ashes: The Dragon's Flame (1997) Publié en français sous le titre Le Briquet, Paris, J'ai lu no 4706, 1998
- In the Shadow of Evil: The Handkerchief (1997) Publié en français sous le titre Le Mouchoir, Paris, J'ai lu no 4707, 1998
- Day of Reckoning: The Stereoscope (1997) Publié en français sous le titre Le Stéréoscope, Paris, J'ai lu no 4708, 1998
- Asylum (1997) Publié en français sous le titre L'Asile, Paris, J'ai lu no 4709, 1998

### Romans indépendants
- Mort d'un général (1977)   (ISBN 978-2020046596), réédité en 1997.
- Suffer the Children (1977) Publié en français sous le titre Que souffrent les enfants, Paris, Baudinière, 1978
- Punish the Sinners (1978) Publié en français sous le titre Le Châtiment des pécheurs, Paris, J'ai lu. Épouvante no 3951, 1995
- Cry for the Strangers (1979) Publié en français sous le titre Larmes de sable, Pantin, Éditions Naturellement, coll. Forces obscures, 1999
- Comes the Blind Fury (1980)
- When the Wind Blows (1981). Publié en français sous le titre Quand souffle le vent, Claude Lefrancq, 1998
- The God Project (1982) Publié en français sous le titre Le Projet Dieu, Paris, Presses de la Cité, 1983 ; réédition, Presses Pocket. Panique no 2350, 1985
- Nathaniel (1984)
- Brainchild (1985) Publié en français sous le titre Corps étranger, Paris, J'ai lu. Épouvante no 2308, 1987
- Hellfire (1986)
- The Unwanted (1987) Publié en français sous le titre Cassie, Paris, Presses de la Cité, 1989 ; réédition, Presses Pocket. coll. « Terreur »no 9058, 1991
- The Unloved (1988) Publié en français sous le titre Hantises, Paris, Presses de la Cité, 1990 ; réédition, Presses Pocket. coll. « Terreur »no 9087, 1992
- Creature (1989) Publié en français sous le titre Créature, Paris, Presses de la Cité, 1991 ; réédition, Presses Pocket. Terreur no 9095, 1993
- Second Child (1990)
- Sleepwalk (1990). Publié en français sous le titre Automates, Claude Lefrancq, collection Attitudes, 1999
- Darkness (1991) Publié en français sous le titre La Noirceur, Paris, J'ai lu no 3457, 1993
- Shadows (1992)
- Guardian (1993)
- The Homing (1994). Publié en français sous le titre La Ruche, Claude Lefrancq, collection Attitudes, 1997
- Black Lightning (1995). Publié en français sous le titre Foudre Noire, Claude Lefrancq, collection Attitudes, 1997
- The Presence (1998) Publié en français sous le titre La Présence, Paris, Flammarion, 1998 ; réédition, J'ai lu. Thriller no 5961, 2001
- The Right Hand of Evil (1999)
- Nightshade (2000)
- The Manhattan Hunt Club (2001)
- Midnight Voices (2002)
- Black Creek Crossing (2003)
- Perfect Nightmare (2005)
- In the Dark of the Night (2006)
- The Devil's Labyrinth (2007)
- Faces of Fear (2008)
- House of Reckoning (2009)

## Adaptation
- 1982 : La Plage aux fantômes (Cry for the Strangers), téléfilm américain réalisé par Peter Medak d'après le roman éponyme.